# Full contact karate
El full contact, kickboxing americà o full contact karate és un esport derivat de karate en què, a diferència dels combats d'aquest últim, es permet el contacte complet ("Full Contact" en anglès) de la cinta amunt. La disciplina va ser inventada per Joe Lewis.
Deriva de les arts marcials tradicionals com el karate i esports de combat com el taekwondo, això fa que a més dels cops de puny utilitzen patades de karate o taekwondo. És similar al kickboxing amb la diferència que no es permet colpejar les cuixes de l'oponent, de manera que tots els cops només són permesos per sobre de la cintura. El principal objectiu d'aquesta modalitat d'art marcial és deixar al contrincant fora de combat o nocaut.

## Aparició i principis
El Full Contact neix en l'estat de Califòrnia, als EU l'any 1974 va ser creat per Mike Anderson (cinturó negre 4t dan de taekwondo ITF). Mike Anderson comença a crear un esport més real i més vistós que la resta de les arts marcials de l’ època, pel fet que les competicions esportives tradicionals de l'època, com del karate, el taekwondo i de wu shu / kung fu que utilitzaven la famosa regla de competició “punto y pare”, i no permetien una verdadera resolució dels combats generant polèmiques com per exemple veure com una persona li guanyava a una altra per punts, guanyats per l'execució ràpida d'un moviment. Però realment aquesta no va ser l'única raó de la seva creació. Cap a la primera meitat de la dècada dels 60 el Karate japonès i okinawense, va començar a desenvolupar-se en el continent americà. Però els grans campions del Karate no estaven satisfets. Els combats d'aquest Art Marcial es guanyen mitjançant moviments ràpids i cops estratègics, de manera que els combats no duraven molts minuts, ni demostraven l'efectivitat dels cops i la majoria de campions tenien aptituds físiques més que suficients per aplicar molts més cops de forma simultània combinant els punys i cames ja que també tenien experiència prèvia en disciplines més exigents en el nivell de contacte, com el boxa, judo, fins i tot la boxa francès o savate. Això va fer que es formes un equip americà amb figures llegendàries del Karate com Bill Wallace, Benny Urquidez o Blinky Rodríguez i Dominique Valera. Amb aquest equip van sortir a desafiar practicants de les arts marcials que volgués mesurar-se dins d'un ring, amb els reglaments del Full Contact. Van recórrer tota Amèrica i Europa obtenint resultats contundents: tots els combats realitzades pel grup van ser guanyades per K.O en els primers rounds, enfrontant-se amb practicants de totes les Arts Marcials, fins i tot amb boxejadors professionals.

## Conceptes generals
El full contact consisteix en derrotar en un ring a un adversari a cops de puny i patades, també hi ha altres modalitats, com el semi contact, on l'objectiu és tenir la major puntuació i no busca el nocaut, i on es competeix generalment en tatami.
Els cops permesos són a ple contacte, cops de puny i patades sempre que impactin de la cintura cap amunt i els escombrats, també el cop de puny amb gir i les patades descendents, laterals, de front, i en gir, també escombrats en gir amb el taló.
En la modalitat del semi contact, valen els mateixos cops i escombrats, però només marcant el punt.
Els cops puntuen de la següent forma:
3 punts:
- Cop de peu a la cara en salt
- Escombrat que fa caure

2 punts:
- Cop de peu a la cara des del terra
- Escombrat que desequilibra amb tècnica

1 punt:
- Tècnica de mà a el cos
- Tècnica de mà a la cara
- Tècnica de peu a el cos
- Tècnica de peu a la cara

-1 punt:
- Tècnica innecessàriament dura
- Sortir del tatami
- Tècnica de mà sota la cintura
- Tècnica de peu sota la cintura (excepte escombrats).

## Jurament i regles del practicant
El full contact és un derivat de l'art marcial tradicional japonès Karate-Do, i també està influenciat pel budisme zen i el confucianisme xinès, per això es busca incloure una formació moral als seus practicants, Això es fa a través de normes a tenir en compte dins i fora de la pràctica esportiva.
El codi inclou:
- Observar les regles del full contact
- Respectar als professors, superiors, semblants i inferiors
- No donar mal ús a full contact
- Ser un campió de la llibertat i la justícia
- Construir un món més pacífic

## Modalitats
- Formes: gimnàstica olímpica marcial. Els participants fan moviments tradicionals de les arts marcials amb la música i poden utilitzar armes tradicionals. S'utilitza l'uniforme de karategi. La coreografia té una durada establerta en minuts.
- Semi contact: aquesta modalitat consisteix a marcar els cops amb les cames i punys tant al cap com en el tronc, i colpejar les cames amb escombrats.
- Contacte lleuger: aquesta modalitat es dona en el taekwondo WTF. Es pot colpejar per sobre del cinturó amb cames, però només a el tronc amb els punys.
- Contacte ple: la gran majoria de tècniques d'aquesta modalitat són de la boxa, el karate, i el taekwondo, i també altres tècniques com el puny gir, i escombrats. en aquesta modalitat es busca la posada fora de combat o nocaut de l'oponent. No obstant això estan prohibides: les puntades baixes a les cuixes, els cops de genoll o colze, i les preses o llançaments.
- Kickboxing: el kick boxing té les mateixes definicions de tècniques de full contact, però a més en aquesta modalitat són vàlids tots els atacs de cama sobre les cuixes, al seu interior o exterior, colpejant amb la tíbia o l'empenya. s'utilitzen protectors de tíbia, cap, engonal i tors nu. Estan prohibits els cops de genoll, colze, els escombrats a les cames, les preses i llançaments.
- K1: en aquesta modalitat consisteix en contacte ple, permet totes les tècniques de full contact tradicional però s'agrega l'ús dels genolls i també puntades baixes. s'utilitza protectors de tíbia, bucal, inguinal, capçal, short i tors nu. Estan prohibits els agafadors i els llançaments.

## Graus i cinturons
Full Contact de el Departament Espanyol d'Arts Marcials i Esports de Contacte (DEAMYDC) és una disciplina que ha reunit els diferents estils europeus, americans i orientals, unint-los i realitzant uns graus.
En aquest full contact els cinturons, ordenats de més inexpert a més expert, són:
- cinturó blanc
- cinturó groc
- cinturó taronja
- cinturó verd
- cinturó blau

- cinturó marró
- 1r GRAU - Negre
- 2n GRAU - Negre
- 3r GRAU - Negre
- 4t GRAU - Negre
- 5è GRAU - Negre
- 6è GRAU - Negre (grau honorífic)
- 7è GRAU - Negre (grau honorífic)
- 8º GRAU - Negre (grau honorífic)
- 9è GRAU - Negre (grau honorífic mestre)

## El Boxa i el Full contact
El boxa i el full contact són molt similars, els dos són esports de contacte on la duresa de la seva pràctica és molt similar, però al full contact també hi ha tècnica de puntada, en canvi en la boxa és només punys. Ambdós requereixen una plena dedicació i entrega per obtenir bons resultats. Les tècniques de puny són iguals tant en l'un com en l'altre, només canvia el nom. En les competicions en les dues modalitats els combats es divideixen en assalts, i els seus reglaments de prohibicions en el combat etc, són molt semblants. Tots dos utilitzen eines per practicar com: sacs, manoples etc.

## El Karate i el Full contact
Ja que el full contact prové del karate la comparació és pràcticament innecessària. Una gran similitud de full contact amb el karate recau en la tècnica, ja que tant les tècniques de cama algunes tècniques de puny es van adaptar, simplement van canviar els noms i la guàrdia. La guàrdia de el karate és molt més llarga que la del full contact perquè està pensada per al combat a llarga distància, en canvi la boxa i el full contact és mitja distància. En la majoria d'acadèmies i federacions de full contact apliquen el sistema de graus per cinturons sent similar o igual que a el de karate (blanc, groc, taronja, verd, blau o violeta, marró i negre)

## El Taekwondo i el Full contact
El taekwondo i el full contact són molt similars, la gran similitud és la tècnica de pateig en gir, però el full contact fa un maneig dels punys més fluid, mentre que en el taekwondo és més limitat, segons les zones de el cos. Per exemple en Taekwondo WTF només es pot colpejar en el tronc, però a ple contacte, en canvi en Taekwondo ITF es pot colpejar a el tronc i cara però marcant. Així i fan un menor ús dels punys comparat amb full contact ja que fa servir tècniques de puny de la boxa i karate. En el taekwondo WTF el K.O només es permet amb tècniques de puntades, en canvi el full contact es pot realitzar tant amb puntades com amb punys. En general el Taekwondo té una major diversitat de tècniques de cama i les combinen amb major fluïdesa. En canvi el Full contact té una menor efectivitat en l'ús d'aquestes, però treballa de forma més potent els punys, això fa que el full contact sigui més eficient que el taekwondo en situacions reals. També tenen en comú que en els combats en les dues modalitats són per rondes i seguides (no existeix el "punt i pare"). El taekwondo generalment té un màxim de 3 rondes, en canvi el full contact més de 3 assalts, fins a 10 o 12 (segons la categoria). Tenen algunes semblances en l'àmbit de l'entrenament com per exemple l'ús de paos i manoples per a la pràctica de patades.

## Categories i pesos
- Mosca fins a 54 kg.
- Ploma fins a 58 kg.
- Lleuger fins a 62 kg.
- Superlleuger fins a 66 kg.
- Wélter fins a 69 kg.
- Superwelter fins a 72 kg.
- Mig fins a 76 kg.
- Súper mig fins a 79 kg.
- Semipesat fins a 82 kg.
- Creuer fins a 85 kg.
- Pesant fins a 88 kg.
- Superpesant més de 91 kg.

## Nocaut
El nocaut es produeix quan un lluitador cau a la lona després d'un cop o una combinació de cops i no es pot aixecar després de vuit segons. en algunes varietats del full contact, com el semi contact o el contacte lleuger, el objectiu final no es guanyar a l’altre lluitador a base de cops de puny i patades, sino arribar a una puntuació major a la del contrincant, i solament marcant els cops i fins i tot en alguns casos el nocaut és penalitzat.

## Tirar la tovallola
El equip pot tirar la tovallola si ho veu necessari pel cuidat del atleta, això vol dir que el entrenador pot detindre el combat per complert en el moment que tira la seva tovallola això vol dir que et donen per vençut i el atleta te que aceptar la derrota i la decisió per molt que no estigui d'acord.